# Roland Weissbarth
Roland Weißbarth (* 3. November 1955 in Jena) ist ein deutscher Marketing-Manager.
Weißbarth spielte von 1969 bis 1974 beim FC Carl Zeiss Jena. Dann zwang ihn eine Sportverletzung zum Ende der kurzen Karriere. 
Er absolvierte anschließend eine Berufsausbildung zum Feinmechaniker bei Carl Zeiss Jena und ein Volontariat beim Deutschen Fernsehfunk. Zudem studierte er an der Hochschule für Film und Fernsehen Potsdam-Babelsberg und leistete in den unterschiedlichsten Sportarten Verbandsarbeit. Zudem war er Marketing-Manager bei Tennis Borussia Berlin.
Roland Weißbarth lieferte einige journalistische Arbeiten und ist Herausgeber verschiedener Publikationen („Blau-Gelb-Weiß - Eine Stadt und ihr Fußballklub“, „Blau-Gelb-Weiß - Die Geschichte des FC Carl Zeiss Jena“, „100 Jahre deutscher Fußball“ etc.)
Weiterhin beschäftigte er sich mit der Sportlerbetreuung im Rahmen der powerplay management GmbH u. a. für Uschi Disl, Claudia Pechstein, Georg Hettich, Sara Goller/Laura Ludwig (Beachvolleyballerinnen);
mit der Entwicklung von PR-Maßnahmen u. a. für die Société Générale, BASF, LifeScan, ORWELL etc. 
Außerdem ist Weißbarth Mitglied bei der Europäischen Sponsoring-Börse (ESB) St. Gallen. Seit 2003 ist er stellvertretender Aufsichtsratsvorsitzender der powerplay medienholding AG.
Vom 1. November 2008 bis zum 29. Mai 2009 bekleidete Roland Weißbarth das Amt des Marketing-Direktors beim FC Carl Zeiss Jena. Seit dem 21. März 2011 ist er stellvertretender Vorsitzender des Vorstands und seit dem 16. Juli 2013 Vorsitzender von Tennis Borussia Berlin.
| Personendaten    | Personendaten            |
| ---------------- | ------------------------ |
| NAME             | Weissbarth, Roland       |
| ALTERNATIVNAMEN  | Weißbarth, Roland        |
| KURZBESCHREIBUNG | deutscher Fußballspieler |
| GEBURTSDATUM     | 3. November 1955         |
| GEBURTSORT       | Jena                     |